# 1455
Évszázadok: 14. század – 15. század – 16. század
Évtizedek: 1400-as évek – 1410-es évek – 1420-as évek – 1430-as évek – 1440-es évek – 1450-es évek – 1460-as évek – 1470-es évek – 1480-as évek – 1490-es évek – 1500-as évek
Évek: 1450 – 1451 – 1452 – 1453 –  1454 – 1455 – 1456 – 1457 – 1458 – 1459 – 1460

## Események
- február 9. – Angliában a rózsák háborújának kezdete. Plantagenet Richárd yorki herceg kegyvesztett lesz.
- február 23. – Johannes Gutenberg elsőként nyomtatja ki a Bibliát.
- április 8. – Pápává választják Alonso Borgiát, aki hivatalba lépésekor a III. Callixtus nevet veszi fel.[1]
- május 22. – Az első Saint Albans-i csata. Richárd yorki herceg és szövetségese Richard Neville, Warwick grófja vezette yorki sereg legyőzi az Edmund Beaufort, Somerset hercege vezette lancasteri sereget. A csatában Beaufort elesett, VI. Henrik angol király fogságba került.
- július – Berat ostroma.
- Vitéz János püspök Nagyváradon csillagvizsgálót létesít.
- parasztfelkelés Kelet-Mazúriában a Német Lovagrend ellen.

## Születések
- február 1. – János dán király († 1513. február 20.)
- március 3. – II. János portugál király († 1495. október 25.).

## Halálozások
- március 24. – V. Miklós pápa (* 1397)[2]
- május 22. – Edmund Beaufort, Somerset hercege (* 1406)
- május 22. – Henry Percy, Northumberlandi 2. grófja (* 1393)
- június 30. – I. Teodór leszboszi uralkodó (* ?)

## Európai időjárás
Körmenetek egész nyáron a melegebb és szárazabb időért Metzben.